# Willem Bosman (WIC)

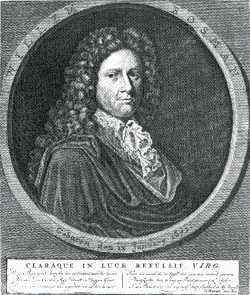
Portret van Willem Bosman in 1704

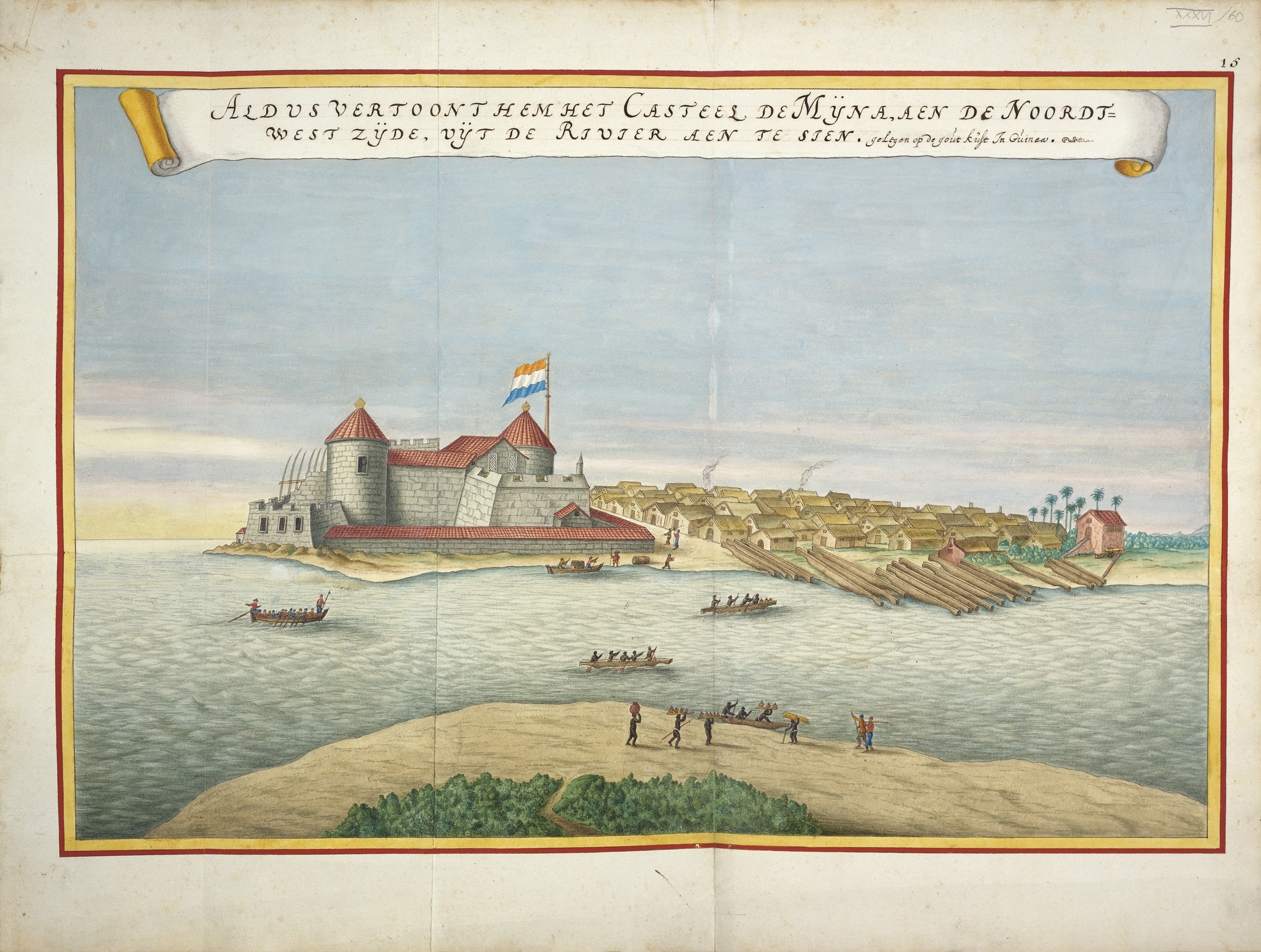
Elmina, standplaats van Willem Bosman

Willem Bosman (Utrecht, 12 januari 1672 - in of na 1704) klom in dienst van de Nederlandse West-Indische Compagnie (WIC) tussen 1688 en 1702 op van leerlingfactoor tot raad en opperkoopman en was als zodanig "tweede persoon" van het bestuur van de Nederlandse bezittingen aan de Goudkust. 

## Loopbaan
In 1688 kwam Bosman op 16-jarige leeftijd naar de Goud- Tand- en Slavenkust, het tegenwoordige Ghana. In eerste instantie was hij soldaat op kasteel Elmina, het machtscentrum en belangrijkste handelspost van de WIC op de westkust van Afrika. Hier groeide hij uit tot belangrijke vertegenwoordiger van de Nederlandse West-Indische Compagnie.
Samen met de directeur-generaal Van Sevenhuysen voerde de nogal calvinistisch ingestelde Bosman een straf bewind dat hem niet erg populair maakte. Ook de opperkoopman gedroeg zich echter niet altijd volgens de voorschriften. Zo ligt er in het archief een verklaring waarin wordt gemeld dat Bosman ook wel voor eigen rekening in slaven handelde.  
Bosman ging in 1702, na een verblijf van veertien jaar aan de Goudkust, terug naar Nederland waar hij in Utrecht ging wonen. Van zijn verdere leven is niets bekend.

## Boeken
In 1703 verscheen van Bosmans hand een "Nauwkeurige beschryving van de Guinese Goud- Tand- en Slavekust" die in de loop der jaren meerdere malen herdrukt werd en bovendien vertaald in het Duits, Frans, Engels en Italiaans. Hij beschrijft hierin naar eigen zeggen alle landen en koninkrijken aldaar, benevens de gewoontes, godsdienst, bestuur, rechtspraak, oorlogen, trouwen en begraven. Verder ook de bodemgesteldheid, planten, dieren en andere zeldzaamheden die in Europa onbekend zijn. Het boek was in de twintigste eeuw een belangrijke bron voor Ghanese historici en werd nog in 1967 in het Engels opnieuw uitgegeven. Aad van den Heuvel schreef op zijn beurt in 1981 een boek over Willem Bosman en Ghana waarin uitvoerig geciteerd wordt uit diens verslag. Duidelijk is dat de zeventiende eeuwer niet alleen handelaar was in goud en slaven, maar ook een uitmuntend observator.